# Parlement sami de Finlande
Le Parlement sami de Finlande (en finnois : Saamelaiskäräjät - en same du Nord : Sámediggi - en same d'Inari : Sämitigge - en same skolt : Sääʹmteʹǧǧ) est l'assemblée élue par les Samis de Finlande pour les représenter, à l'image des deux autres parlements samis, en Norvège et en Suède.

## Assemblées
Le Parlement sâme comprend 21 membres et quatre suppléants, élus tous les quatre ans.
Le président du Parlement sâme dirige les activités politiques du Parlement sâme et représente le peuple sâme de Finlande dans les relations nationales et internationales. Il a été présidé de 1996 à 2008 par Pekka Aikio et, depuis 2008, par Klemetti Näkkäläjärvi.
Tuomas Aslak Juuso est président depuis 2020. Le président travaille à temps plein.
Le parlement sami de Finlande se réunit au centre culturel sami (fi) Sajos à Inari.

## Liste des présidents du Parlement sami de Finlande
| Nom                   | Début du mandat | Fin du mandat   |
| --------------------- | --------------- | --------------- |
| Pekka Aikio           | 1996            | 2008            |
| Klemetti Näkkäläjärvi | 9 février 2008  | 28 mars 2015    |
| Tiina Sanila-Aikio    | 28 mars 2015    | 28 février 2020 |
| Tuomas Aslak Juuso    | 28 février 2020 | En cours        |

#### Droit international
- Anthropologie juridique
- Peuple autochtone, Droit des peuples autochtones (Déclaration des droits des peuples autochtones)
- Coutume, Savoirs traditionnels
- Colonisation, Décolonisation, Droit des peuples à disposer d'eux-mêmes
- Doctrine de la découverte, Terra nullius

#### Études théoriques
- Études postcoloniales